# Karel Hrubeš
Karel Hrubeš (* 16. března 1993, Praha) je český fotbalový brankář, hráč klubu FK Viktoria Žižkov. Jeho fotbalovým vzorem je nizozemský brankář Edwin van der Sar, oblíbený klub Manchester United FC.

## Klubová kariéra
S fotbalem začal v TJ Sokol Řepy, odkud se přes Spartu Praha dostal do konkurenční Slavie Praha.

### SK Slavia Praha
V roce 2012 se propracoval do prvního mužstva. V 1. české lize debutoval v sezóně 2013/2014 zápasem 14. září 2013 proti Mladé Boleslavi (porážka 0:4), ve kterém inkasoval jeden gól a dostal červenou kartu. Byl to jeho jediný zápas v tomto ročníku. V sezoně 2014/15 dostal příležitost mezi tyčemi hned v prvním ligovém kole proti 1. FC Slovácko (výhra 2:1). Ve třetím kole 10. srpna 2014 proti FC Slovan Liberec (výhra 4:1) si připsal dlouhým výkopem asistenci na gól Milana Škody. Vstup do sezony měl výborný, v úvodních 5 utkáních slavil 4 výhry a proti FC Viktoria Plzeň uhájil čisté konto (výhra 1:0).

### ŠK Slovan Bratislava (hostování)
V únoru 2016 odešel na hostování do slovenského prvoligového týmu ŠK Slovan Bratislava, kde doplnil brankářskou dvojici Ján Mucha, Dominik Greif.

## Reprezentační kariéra
Hrubeš reprezentoval Českou republiku v kategorii do 18 let, kde odchytal v roce 2011 dva přátelské zápasy (proti Srbsku a Bělorusku). V roce 2014 odchytal jeden přátelský zápas proti Itálii za českou reprezentaci U21.